# Kishore Mahbubani
Kishore Mahbubani (hindi : किशोर महबूबानी), né le 24 octobre 1948 à Singapour de parents immigrés indiens, est un diplomate et universitaire singapourien.

## Biographie
Après avoir obtenu son doctorat en philosophie à l'université nationale de Singapour (NUS), il occupe divers postes diplomatiques au ministère des Affaires étrangères de Singapour entre 1971 et 2004 ; il a été notamment ambassadeur au Cambodge, en Malaisie, aux États-Unis. Il assume la représentation permanente de Singapour auprès des Nations unies et a présidé le Conseil de sécurité des Nations unies de janvier 2001 à mai 2002.
De 2004 à 2017, il est professeur et recteur de l'École Lee Kuan Yew de politiques publiques de l'université nationale de Singapour.
Il est actuellement membre émérite de l'Asian Research Institute et écrit des chroniques sur la géopolitique, notamment pour le Financial Times ou Newsweek.

## Citation
Deux mille ans de géopolitique nous ont appris une leçon simple et évidente : Toutes les grandes puissances feront passer leurs propres intérêts ﬁrst et, si nécessaire, sacriﬁce les intérêts de leurs alliés. Trump se comporte comme un acteur géopolitique rationnel en faisant passer ce qu'il perçoit comme étant les intérêts de son pays en premier. L'Europe ne devrait pas se contenter de critiquer Trump, elle devrait au contraire l'imiter. Elle devrait mettre en œuvre l'option actuellement impensable : Déclarer qu'elle sera désormais un acteur stratégiquement autonome sur la scène mondiale, qui fera passer ses propres intérêts en premier. Trump pourrait ﬁnalement montrer un certain respect pour l'Europe si elle le fait.

## Publications

### Ouvrages
- Can Asians Think? Understanding the Divide Between East and West., Steerforth, 2001,  (ISBN 978-1-58642-033-8); Times Editions; 3rd edition, 2004,  (ISBN 978-981-232-789-5)
- Beyond the Age of Innocence: Rebuilding Trust Between America and the World, Perseus Books Group, 2005,  (ISBN 978-1-58648-268-8)
- The New Asian Hemisphere: The Irresistible Shift of Global Power to the East, PublicAffairs, 2008,  (ISBN 978-1-58648-466-8)
- The Great Convergence: Asia, the West, and the Logic of One World, PublicAffairs, 2013,  (ISBN 978-1610390330)
- Can Singapore Survive?, Straits Times Books, 2015,  (ISBN 978-9814342971)
- The ASEAN Miracle: A Catalyst for Peace, Ridge Books, 2017,  (ISBN 978-9814722490)
- Has the West Lost It? A Provocation, Penguin Books, 2018,  (ISBN 978-0241312865)
- Has China Won?: The Chinese Challenge to American Primacy, PublicAffairs, 2020,  (ISBN 978-1541768130), Paru en français aux éditions Saint-Simon soit le titre : Le jour où la Chine va gagner - La fin de la suprématie américaine, Mars 2021  (ISBN 2374350282) Préface d'Hubert Védrine).